# Hosokawa Harumoto
Hosokawa Harumoto (japanisch 細川 晴元; geboren 1514; gestorben am 25. März 1563) war ein japanischer Feldherr in der Muromachi-Zeit.

## Leben und Wirken
Hosokawa Harumoto war noch jung, als sein Vater Hosokawa Sumimoto (細川 澄元; 1496–1520) starb. 1527 griff Miyoshi Nagamoto (三好長元; † 1532) Hosokawa Takakuni an und machte sich zum Herrscher über Kyōto, während Shogun Ashikaga Yoshiharu und Kanryō Takakuni sich in die Provinz Ōmi zurückziehen mussten. Auch Harumoto musste aus Kyōto fliehen, kehrte aber 1531 zurück und konnte seinen Gegner besiegen und töten. Im folgenden Jahr söhnte sich Harumoto mit Yoshiharu aus und wurde Kanryō. Es kam wieder zu Auseinandersetzungen mit Nagamoto, den er dann bei Sakai (Provinz Izumi) schlagen konnte. Er unterdrückte auch Aufstände der Mönche der Ikkō-Glaubensrichtung des Buddhismus.
1546 stellte Yuza Junsei (遊佐 順盛), der sich mit Ujitsuna (細川 氏綱; 1514–1564), einem Sohn von Takakuni, verbündet hatte, eine Armee auf. Harumoto sandte Miyoshi Chōkei (長慶, 1523–1564) gegen ihn, der aber geschlagen wurde. Shōgun Yoshiharu vermittelte zwischen beiden Seiten, schlug Ujitsuna einen Friedensschluss vor und versprach ihm dafür den Kanryō-Titel. Harumoto marschierte verärgert wieder in Kyōto ein. Der Shōgun und sein Sohn Yoshiteru flohen nach Sakamoto in der Provinz Ōmi. Im folgenden Jahr kam es zu einem Friedensschluss, Harumoto wurde wieder Kanryō, während Ujitsuna in die Heimatprovinz Awa zurückkehrte.
Bald darauf schloss sich 1548 Chōkei, der sich über Harumoto geärgert hatte, Ujitsuna an, übernahm die Burgen Nakajima (中嶋城), Miyake (三宅城) und Eguchi (江口城) und schlug 1550 Harumoto bei Ōtsu. Harumoto söhnte sich mit dem Shōgun Yoshiteru aus, beide wurden von Chōkei angegriffen und mussten sich auf die Burg Kuchiki (朽木城) in der Provinz Ōmi zurückziehen. Der Shōgun handelte einen Friedensschluss aus und kehrte 1553 nach Kyōto zurück. Schließlich ergriffen Chōkei und Matsunaga Hisahide 1558 wieder Besitz von Kyōto. Yoshiteru und Harumoto flohen nach Sakamoto in der Provinz Omi und nahmen Verhandlungen auf. Es kam zum Friedensschluss, der Shōgun konnte nach Kyoto zurückkehren, aber Harumoto wurde auf der Burg Akutagawa (芥川城) in der Provinz Settsu festgehalten, wo er fünf Jahre später starb. Er war nach 180 Jahren der letzte Hosokawa, der den Titel Kanryō führte.